# Paolo Spingardi
Paolo Spingardi, italijanski general, * 2. november 1845, † 22. september 1918.
Med letoma 1908 in 1909 je bil poveljujoči general Korpusa karabinjerjev ter med letoma 1909 in 1914 je bil minister za vojno Italije.